# Sacramento (Lisbonne)
Pour les articles homonymes, voir Sacramento (homonymie).
Sacramento est une freguesia de Lisbonne.